# Stazione di Chivasso
La stazione di Chivasso è una stazione ferroviaria della linea Torino-Milano al servizio dell'omonima città; da essa si diramano le ferrovie Chivasso-Aosta, Chivasso-Alessandria (via Castelrosso) e la Chivasso-Asti, quest'ultima utilizzata soltanto come ferrovia turistica.

## Storia
La stazione entrò in funzione il 20 ottobre 1856, con l'attivazione della tratta Torino–Novara della Ferrovia Torino-Milano.
Due anni dopo, nel 1858, con l'attivazione della Ferrovia Chivasso-Aosta, divenne stazione di diramazione.
Nel 1887 fu attivata la Ferrovia Chivasso-Alessandria che transita per Casale Monferrato, e nel 1912 la Ferrovia Chivasso-Asti.
Fu pesantemente danneggiata dai bombardamenti statunitensi durante la Seconda Guerra Mondiale.
Il relativo scalo merci, presente sul lato sud della linea e ad ovest della relativa stazione, purtroppo per lo scarso uso, fu dismesso nella seconda metà degli anni novanta e sostituito da un parcheggio per autobus ed auto.
Nel 2016 è stato prolungato il sottopassaggio anche al binario 6, reso passante grazie a un'uscita sul retro della stazione.
Dal 2001 la gestione dell'intera linea, e con essa quella della stazione di Chivasso, passò in carico a Rete Ferroviaria Italiana la quale ai fini commerciali classifica l'impianto nella categoria "Gold".
Dal 1 settembre 2011 venne sospesa la circolazione sulla linea Chivasso-Asti, a causa dell'instabilità di alcune gallerie che necessitavano di ingenti interventi per la messa in sicurezza, ma la pesante situazione economico-finanziaria della Regione Piemonte indusse la stessa a sospendere i contratti di servizio su numerose linee secondarie di propria competenza, portando nel  17 giugno 2012 alla definitiva sospensione del servizio; terminato da tempo il servizio merci, il contratto di servizio con Trenitalia per il trasporto passeggeri non venne dunque più rinnovato.
In vista della riapertura della linea a scopi turistici, il 15 maggio 2022 dalla stazione di Chivasso partì un treno speciale, composto da due automotrici ALn 668, che effettuò per la prima volta dopo un decennio, una corsa prova nel tratto tra Chivasso e Montiglio.
Dal 2 ottobre 2022, in occasione della "Fiera Nazionale del Tartufo" a Montiglio, è stata inaugurata la riapertura della linea Chivasso-Asti come ferrovia turistica e nella stazione è stato effettuato il taglio dello striscione da parte del direttore generale di Fondazione FS Luigi Cantamessa e le autorità, con il convoglio inaugurale giunto da Torino, passando dalla trazione elettrica al vapore.

## Strutture e impianti
La stazione è dotata di sei binari passanti, provvisti di banchine dotate di copertura e collegate da un sottopassaggio con ascensori ed un binario tronco posizionato sul primo marciapiede lato Milano. La maggior parte del traffico si svolge sui binari 2-3 di corretto tracciato della linea Torino-Milano, di cui il secondo per i treni in senso di marcia verso Torino e il terzo verso Milano. Sul primo binario hanno origine le corse per Pinerolo del Servizio ferroviario metropolitano di Torino e fanno fermata i treni storici di Fondazione FS della linea Chivasso-Asti, mentre su quello tronco fanno capolinea i treni per Alessandria. Sui binari 4-5-6 fanno fermata o capolinea i treni della linea Chivasso-Aosta, con prosecuzione delle corse verso Torino o Novara.
Il fabbricato viaggiatori si dispone due piani, di cui il primo a terra accessibile al pubblico, che ospita l'ufficio movimento e i servizi ai viaggiatori quali: biglietteria, sala d'attesa e bar.

## Movimento
La stazione è servita dai treni del Servizio Ferroviario Metropolitano di Torino, linea SFM 2 e dai treni regionali svolti da Trenitalia nell'ambito del contratto di servizio stipulato con la Regione Piemonte.
Dal 2022 l'impianto è servito su calendario da treni storici della Fondazione FS, in relazione alla linea Chivasso-Asti.

## Servizi
La stazione, che RFI classifica nella categoria "Gold", dispone di:
- Biglietteria a sportello
- Biglietteria automatica
- Sala d'attesa
- Servizi igienici
- Posto di Polizia ferroviaria
- Bar
- Tabacchi
- Edicola

## Interscambi
Antistante alla stazione di Chivasso fermano le autocorse di diverse linee della rete extraurbana e urbana.
- Fermata autobus

Nei pressi della stazione si trovava il capolinea della Tranvia Torino-Chivasso/Brusasco, attiva tra il 1877 e il 1949.